# Chaetodon zanzibarensis
Chaetodon zanzibarensis là một loài cá biển thuộc chi Cá bướm (phân chi Tetrachaetodon) trong họ Cá bướm. Loài này được mô tả lần đầu tiên vào năm 1867.

## Từ nguyên
Từ định danh zanzibarensis được đặt theo tên gọi của Zanzibar, khu tự trị của Tanzania, là nơi mà mẫu định danh của loài cá này được thu thập (–ensis: hậu tố biểu thị nơi chốn).

## Phạm vi phân bố và môi trường sống
Từ Socotra (Yemen) dọc theo bờ biển Đông Phi đến Nam Phi, C. zanzibarensis được phân bố trải dài về phía đông đến quần đảo Chagos, bao gồm Madagascar và các đảo quốc lân cận là Seychelles (bao gồm cả Aldabra), Mauritius, Réunion, Rodrigues và quần đảo Comoro.
C. zanzibarensis sống tập trung ở những khu vực mà san hô phát triển phong phú, đặc biệt san hô thuộc các chi Acropora và Goniopora, trên rạn viền bờ hay trong đầm phá ở độ sâu đến ít nhất là 40 m.

## Mô tả
C. zanzibarensis có chiều dài cơ thể lớn nhất được ghi nhận là 12 cm. Loài này có màu vàng tổng thể với một vệt đen lớn ngay giữa thân trên. Hai bên thân có đường sọc ngang. Vây ngực trong suốt, các vây còn lại có màu vàng, riêng vây đuôi có rìa sau trong suốt. Đầu có một sọc đen từ gáy băng dọc qua mắt.
Số gai ở vây lưng: 13–14; Số tia vây ở vây lưng: 15–17; Số gai ở vây hậu môn: 3; Số tia vây ở vây hậu môn: 15–17; Số gai ở vây bụng: 1; Số tia vây ở vây bụng: 5.

## Phân loại học
C. zanzibarensis dễ dàng nhận ra bởi đốm đen lớn đặc trưng và màu vàng bao phủ toàn thân. Chaetodon speculum, một loài chị em giống hệt với C. zanzibarensis về kiểu hình nhưng đốm đen lại lớn hơn đáng kể và được phân bố ở Thái Bình Dương. Cả hai hợp thành nhóm chị em với Chaetodon bennetti (có viền xanh bao quanh đốm đen và hai sọc xanh tương tự trên thân), Chaetodon plebeius và Chaetodon andamanensis (hai loài sau có các sọc ngang trên thân).

## Sinh thái học
C. zanzibarensis là loài ăn san hô chuyên biệt, đặc biệt là các loài san hô cứng (như Porites).
C. zanzibarensis thường sống đơn độc hoặc kết đôi với nhau (đặc biệt là vào thời điểm sinh sản), đôi khi cũng hợp thành từng nhóm nhỏ.

## Thương mại
C. zanzibarensis ít được xuất khẩu trong ngành thương mại cá cảnh.